# Condado de Vance
O Condado de Vance é um dos 100 condados do estado americano da Carolina do Norte. A sede do condado é Henderson, e sua maior cidade é Henderson. O condado possui uma área de 699 km² (dos quais 42 km² estão cobertos por água), uma população de 42 954 habitantes, e uma densidade populacional de 65 hab/km² (segundo o censo nacional de 2000). O condado foi fundado em 1881.